# 윤동현
윤동현(尹東弦, ? ~ )은 조선민주주의인민공화국의 군인 겸 정치인이다. 2018년 기준으로, 인민무력성 부상 겸 조선로동당 중앙위원회 위원이다.

## 경력
2010년 9월에 열린 조선로동당 대표 회의에서 조선로동당 중앙위원회 정치국 위원으로 선출되었다. 조선 인민군 상장으로 인민무력부 부부장을 거쳐 2016년 9월 인민무력성 부상에 임명되었다,

## 최고인민회의 대의원
1998년 9월 최고인민회의 제10기 대의원을 시작으로 2003년 8월 제11기 대의원과 2009년 4월 제12기 대의원을 지냈고 2019년 제170호 봉수산선거구에서 제14기 대의원으로 선출되었다.

## 기타
2011년 12월 김정일 사망과 2018년 8월 김영춘 사망, 같은해 12월 김철만 사망 당시에 국가 장의위원회 위원을 맡았다.